# Contea di Dongming
La contea di Dongming (东明县S, Dōngmíng XiànP) è una contea della Cina, situata nella provincia dello Shandong e amministrata dalla prefettura di Heze.